# Cervantes (Lugo)
Cervantes ist eine spanische Gemeinde (Concello) mit 1.187 Einwohnern (Stand: 2024) in der Provinz Lugo der Autonomen Gemeinschaft Galicien.

## Geografie
Cervantes liegt an der östlichen Grenze der Provinz Lugo zur Provinz León der Autonomen Gemeinschaft Kastilien und León. Die Provinzhauptstadt Lugo liegt in nordwestlicher Richtung ca. 45 Kilometer entfernt.
Umgeben wird Cervantes von den neun Nachbargemeinden:
| Becerreá              | Navia de Suarna                             | Candín (León)                 |
| As Nogais             | Kompassrose, die auf Nachbargemeinden zeigt | Vega de Espinareda (León)     |
| Pedrafita do Cebreiro | Vega de Valcarce (León) Balboa (León)       | Villafranca del Bierzo (León) |

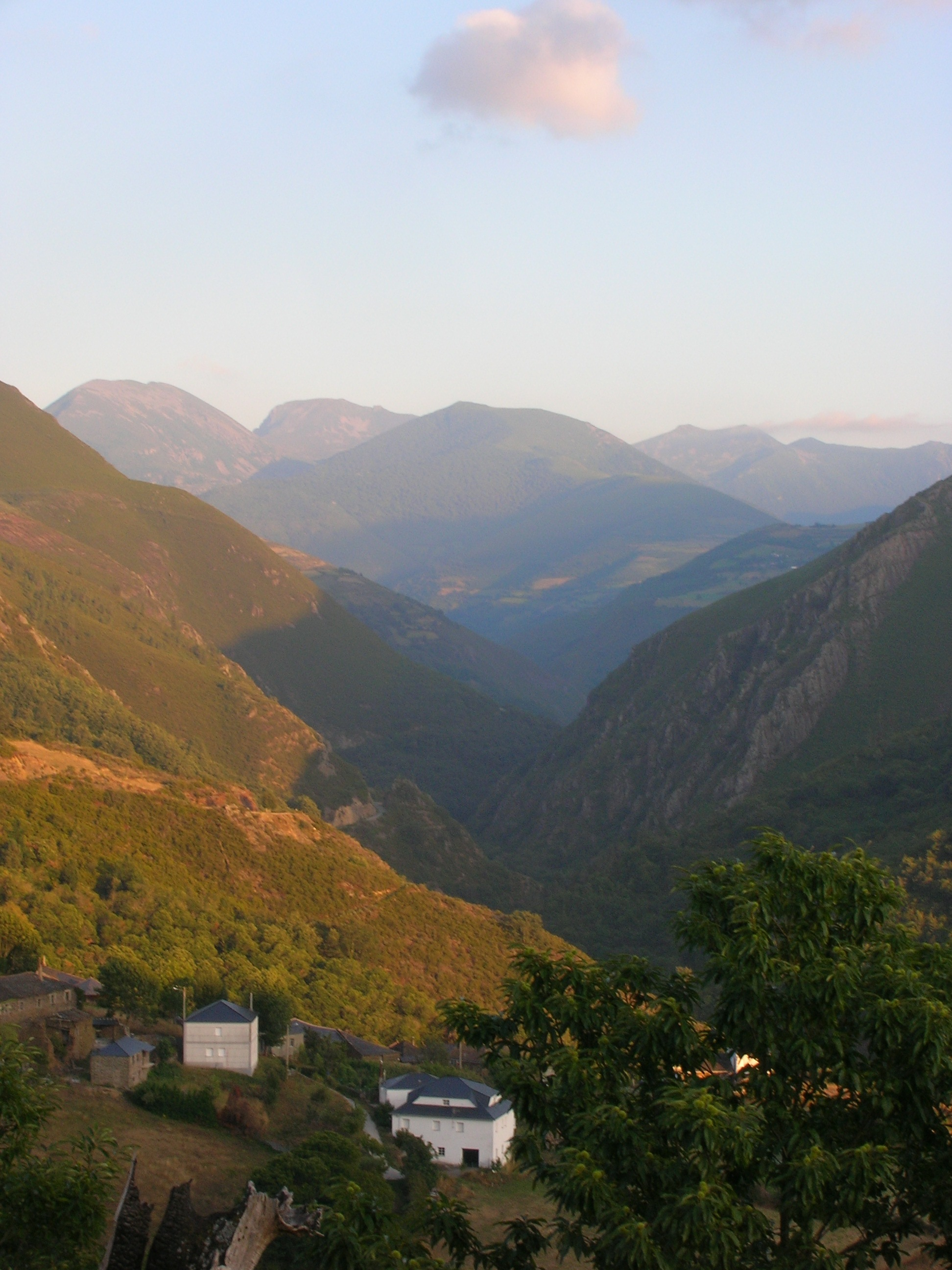
Tal des Flusses Ser in der Nähe der Parroquia Castelo, im Hintergrund der Gipfel des Pico da Torre, dahinter die Gipfel des Mustallar und der Tres Bispos

Die Sierra de los Ancares bildet die geografische Grenze im Südosten der Gemeinde zu den Nachbargemeinden in der Provinz León und Asturien und somit auch einen Grenzabschnitt von Galicien. Die wichtigsten Gipfel der Sierra sind: Penarrubia bilden (1822 m), Corno Maldito (1849 m), Tres Bispos (1795 m), Mustallar (1935 m), Penalonga (1898 m), Miravalles (1969 m) und Cuiña (1899 m), wobei der Gipfel des Cuiña nicht mehr im Gemeindegebiet liegt.
Aufgrund seiner großen Biodiversität gehören Teile des Gemeindegebiets zum Biosphärenreservat Reserva de la biosfera de Os Ancares Lucenses y Montes de Cervantes, Navia y Becerreá (Schutzgebiet der Biosphäre von Los Ancares Lucses und Berge von Cervantes, Navia und Becerreá).
Der Navia bildet abschnittsweise die natürliche Grenze zur Nachbargemeinde Becerreá. Die Quellflüsse des Flusses Ser entspringen in der Sierra de los Ancares. Der Ser durchströmt das nordöstliche Gemeindegebiet und mündet in den Navia am nördlichsten Punkt der Gemeinde. Weitere Fließgewässer sind der Rio Cervantes und der Rio de Castela, beide gleichfalls rechte Nebenflüsse des Navia.

## Klima
|                        | Jan | Feb | Mär | Apr | Mai  | Jun  | Jul  | Aug  | Sep  | Okt  | Nov | Dez |   |      |
| Mittl. Temperatur (°C) | 4,5 | 4,7 | 7,2 | 9,2 | 12,2 | 16   | 17,7 | 18   | 16,1 | 12,3 | 7,3 | 5,1 | ⌀ | 10,9 |
| Mittl. Tagesmax. (°C)  | 8,3 | 9,1 | 12  | 14  | 17   | 20,9 | 22,8 | 23,4 | 21,5 | 16,9 | 11  | 9,1 | ⌀ | 15,5 |
| Mittl. Tagesmin. (°C)  | 1,1 | 0,7 | 2,7 | 4,6 | 7,5  | 11,1 | 13   | 13   | 11,2 | 8,1  | 4   | 1,7 | ⌀ | 6,6  |
|                        |     |     |     |     |      |      |      |      |      |      |     |     |   |      |
| Niederschlag (mm)      | 151 | 119 | 119 | 119 | 103  | 66   | 43   | 45   | 76   | 139  | 164 | 155 | Σ | 1299 |
|                        |     |     |     |     |      |      |      |      |      |      |     |     |   |      |
| Sonnenstunden (h/d)    | 3,7 | 4,7 | 5,9 | 6,7 | 8,0  | 9,3  | 9,5  | 9,4  | 8,4  | 6,2  | 4,0 | 3,9 | ⌀ | 6,7  |
|                        |     |     |     |     |      |      |      |      |      |      |     |     |   |      |
| Regentage (d)          | 11  | 9   | 9   | 10  | 10   | 8    | 6    | 6    | 7    | 10   | 12  | 11  | Σ | 109  |
|                        |     |     |     |     |      |      |      |      |      |      |     |     |   |      |
| Luftfeuchtigkeit (%)   | 87  | 83  | 79  | 79  | 78   | 75   | 73   | 71   | 72   | 80   | 86  | 85  | ⌀ | 79   |

| 1,1 |

| 0,7 |

| 2,7 |

| 4,6 |

| 7,5 |

| 11,1 |

| 13 |

| 13 |

| 11,2 |

| 8,1 |

| 4 |

| 1,7 |

| 1,1 |

| 0,7 |

| 2,7 |

| 4,6 |

| 7,5 |

| 11,1 |

| 13 |

| 13 |

| 11,2 |

| 8,1 |

| 4 |

| 1,7 |

Das Klima zeichnet sich durch mäßig warme Sommer und relativ milde Winter aus. Niederschlagsmengen und Anzahl der Regentage pro Monat nehmen in den Sommermonaten Juni bis September deutlich ab.

## Bevölkerungsentwicklung der Gemeinde
Quelle: INE-Archiv – grafische Aufarbeitung für Wikipedia
Nach einem Anwachsen der Gemeindegröße mit einem Höhepunkt im Betrachtungszeitraum um 1920 mit über 8000 Einwohnern sank seit 1950 die Zahl der Bevölkerung stetig bis unter 1500. Die widrigen Bedingungen der bergigen Umgebung, die geringe technische Entwicklung und die Zersplitterung des Territoriums waren die Hauptursachen für den Migrationsstrom aus den Bergen von Lugo. Die Auswanderung war jahrelang die einzige wirtschaftliche Möglichkeit für viele Familien, die einen erzwungenen Weggang zunächst nach Amerika und dann nach Europa und in die am stärksten industrialisierten Gemeinden Spaniens unternahmen.
| Männer | Alterstufe | Frauen |
| ------ | ---------- | ------ |
| 1      | 100+       | 1      |
| 8      | 95–99      | 10     |
| 22     | 90–94      | 17     |
| 33     | 85–89      | 44     |
| 44     | 80–84      | 36     |
| 81     | 75–79      | 44     |
| 60     | 70–74      | 50     |
| 85     | 65–69      | 43     |
| 70     | 60–64      | 37     |
| 66     | 55–59      | 54     |
| 40     | 50–54      | 41     |
| 43     | 45–49      | 29     |
| 46     | 40–44      | 19     |
| 33     | 35–39      | 22     |
| 34     | 30–34      | 22     |
| 20     | 25–29      | 28     |
| 28     | 20–24      | 17     |
| 13     | 15–19      | 11     |
| 6      | 10–14      | 8      |
| 6      | 5–9        | 8      |
| 3      | 0–4        | 5      |

Am 1. Januar 2021 waren ca. 50 % der Bevölkerung im erwerbsfähigen Alter (20–65), während dieser Wert für ganz Spanien ca. 61 % betrug. 
Die fortschreitende Überalterung der Bevölkerung der Gemeinde zeigt folgende Tabelle, bei der das Verhältnis von Gruppen von älteren Personen mit Gruppen von Personen der jüngeren Generation verglichen wird:
| Alter | Anzahl Personen | Alter | Anzahl Personen | Provinz | Galicien | Spanien |
| ----- | --------------- | ----- | --------------- | ------- | -------- | ------- |
| 60–64 | 100             | 20–24 | 42              | 49      | 58       | 79      |
| 55–59 | 100             | 15–19 | 20              | 45      | 57       | 71      |
| 50–54 | 100             | 10–14 | 17              | 47      | 56       | 68      |

## Gemeindegliederung
Die Gemeinde Bóveda ist in 21 Parroquias gegliedert:
| Parroquias             | Patrozinium | Einwohner 2024 | Fläche km² | Dichte Einw./km² | Höhe msnm | Ortskennzahl |
| ---------------------- | ----------- | -------------- | ---------- | ---------------- | --------- | ------------ |
| Ambasvías              | Santalla    | 25             | 3,22       | 8                | 645       | 27012010000  |
| Castelo                | San Pedro   | 26             | 3,79       | 7                | 642       | 27012030000  |
| O Castro               | Santa María | 47             | 12,50      | 4                | 484       | 27012040000  |
| Cereixedo              | Santiago    | 188            | 57,73      | 3                | 798       | 27012050000  |
| Donís                  | San Fiz     | 138            | 46,18      | 3                | 898       | 27012080000  |
| Dorna                  | Santa María | 36             | 9,68       | 4                | 911       | 27012090000  |
| Lamas                  | San Xiao    | 34             | 1,88       | 18               | 724       | 27012100000  |
| O Mosteiro             | San Xoán    | 47             | 7,43       | 6                | 477       | 27012110000  |
| Noceda                 | San Pedro   | 37             | 11,85      | 3                | 794       | 27012120000  |
| O Pando                | Santa María | 8              | 14,63      | 1                | 1014      | 27012130000  |
| Quindous               | San Xusto   | 34             | 7,56       | 4                | 841       | 27012140000  |
| A Ribeira              | San Martín  | 78             | 13,56      | 6                | 411       | 27012150000  |
| San Pedro de Cervantes | San Pedro   | 85             | 14,01      | 6                | 0         | 27012060000  |
| San Román de Cervantes | San Román   | 55             | 4,87       | 11               | 645       | 27012070000  |
| San Tomé de Cancelada  | San Tomé    | 101            | 9,21       | 11               | 506       | 27012020000  |
| Vilapún                | Santa Comba | 39             | 10,83      | 4                | 778       | 27012160000  |
| Vilaquinte             | San Breixo  | 24             | 13,00      | 2                | 653       | 27012170000  |
| Vilarello              | Santa María | 108            | 17,17      | 6                | 1053      | 27012180000  |
| Vilasante              | Santiago    | 35             | 4,67       | 7                | 548       | 27012190000  |
| Vilaspasantes          | San Xoán    | 41             | 9,52       | 4                | 931       | 27012200000  |
| Vilaver                | San Xusto   | 23             | 4,76       | 5                | 797       | 27012210000  |

Der Sitz der Gemeinde befindet sich in der Parroquia San Román de Cervantes.

## Wappen
Jede Figur auf den drei Feldern nimmt Bezug auf Symbole der Gemeinde. Die Burg symbolisiert die von Doiras, die sich auf einem Hügel inmitten einer engen Schlucht befindet, die Berge erinnern an die Picos de Ancares und der Fluss erinnert an die Flussströmungen in der Gegend. Der Hirsch ist ein Symbol, das sowohl an den Namen der Gemeinde als auch an ihren Jagdreichtum erinnert.

## Geschichte

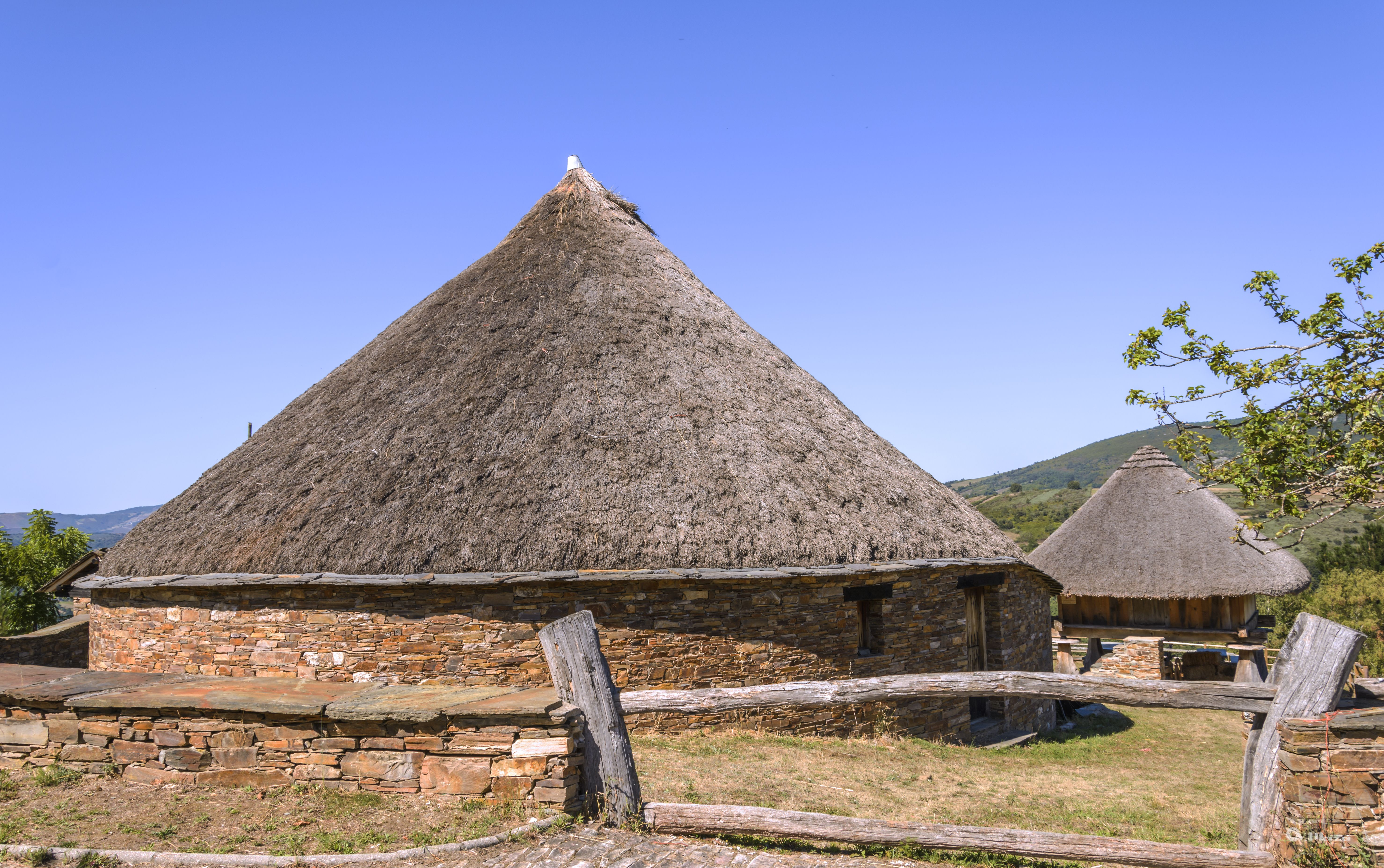
Pallozas

Etymologisch ist der Ortsname Cervantes mit der Wurzel „cer“, Land der Hirsche, verbunden, was sogar an einen möglichen prähistorischen Kult für dieses Tier erinnert.
Das Dorf Piornedo im nordöstlichen Gemeindegebiet hat seine Wurzeln aus vorrömischer Zeit, ebenso wie andere prähistorische Überreste. Die typischen Pallozas, die elliptischen Hütten der Keltiberer, scheinen von diesen primitiven Siedlungen abzustammen.
Im Mittelalter war Cervantes ein Land, das von Lehnsherren des einen oder anderen Geschlechts beherrscht wurde. Die stattlichen Überreste erinnern an die Anwesenheit der Markgrafen von San Saturnino und des Herrn von Cervantes, Graf von Villanueva de Cañedo und Markgraf von Alcañices, die von der Burg von Doiras aus die Gerichtsbarkeit in diesem Gebiet ausübten.
Der Turm von Donís zeigt das stattliche Überleben einer Stadt von Hirten, Bewohnern der Pallozas.
Die Burg oder der Palast von Quindós war bis vor etwas mehr als einem Jahrhundert der Wohnsitz der Markgrafen von San Saturnino.
Die Festung Ferreira, die sich in der Gemeinde San Román de Cervantes befindet, gehörte der Domäne von Pedro Osorio Manrique und ist ein einzigartiges Beispiel für die Verschmelzung mit Natur und Umwelt.
Die heutige Gemeinde Cervantes wurde zwischen zwei Herrenhäusern aufgeteilt, dem von San Miguel dos Agros und dem der Grafen von Grajal. Mangels dokumentarischer Unterstützung scheint der angesehene Autor von Don Quijote, Miguel de Cervantes, seinen Ursprung in der Linie der Cervantes zu haben. Mit dem gleichen Mangel an Quellen wird gesagt, dass Alvaro Mendoza Caamaño y Sotomayor, Patriarchat von Westindien, aus Pando in der Parroquia Donís stammte und dass durch sein Mandat ein prächtiger Palast in Lama de Rei gebaut wurde.
Im 19. Jahrhundert erlitten napoleonische Truppen, die über den Camino Real de Castilla in Galicien eindrangen, alle möglichen Zusammenstöße mit lokalen Guerillas, die unter der Begünstigung des lokalen Geländes der Invasionsarmee mehrere Verluste zufügten.
Ende des 19. Jahrhunderts fand die Proklamation der unabhängigen Republik Donís statt. Seine Einwohner, die es satt hatten, Steuern zu zahlen, warteten auf die Ankunft des Eintreibers, um ihn gefangen zu nehmen. Auf diese Weise erklärten sie sich für unabhängig und frei. Die Episode war nur von kurzer Dauer, denn die Guardia Civil beendete nur wenige Tage später die Rebellion.

## Sehenswürdigkeiten
- Burg Doiras aus dem 15. Jahrhundert in der Parroquia Vilarello, seit 1994 als Bien de Interés Cultural eingetragen.[15]

Mitten in der Sierra de los Ancares und inmitten einer unvergleichlichen Naturkulisse befindet sich die Burg Doiras an der Ponte de Doiras, aufgrund ihrer Nähe auch Ponte da Ferrería (Brücke der Schmiede) genannt. Diese Festung dominiert den Fluss Cervantes und bewahrt ihre dicken und hohen Mauern, die vom Grafen von Grajal de Campos, dem Herrn von Cervantes, errichtet wurden. Es wurde von seinem jetzigen Besitzer restauriert.

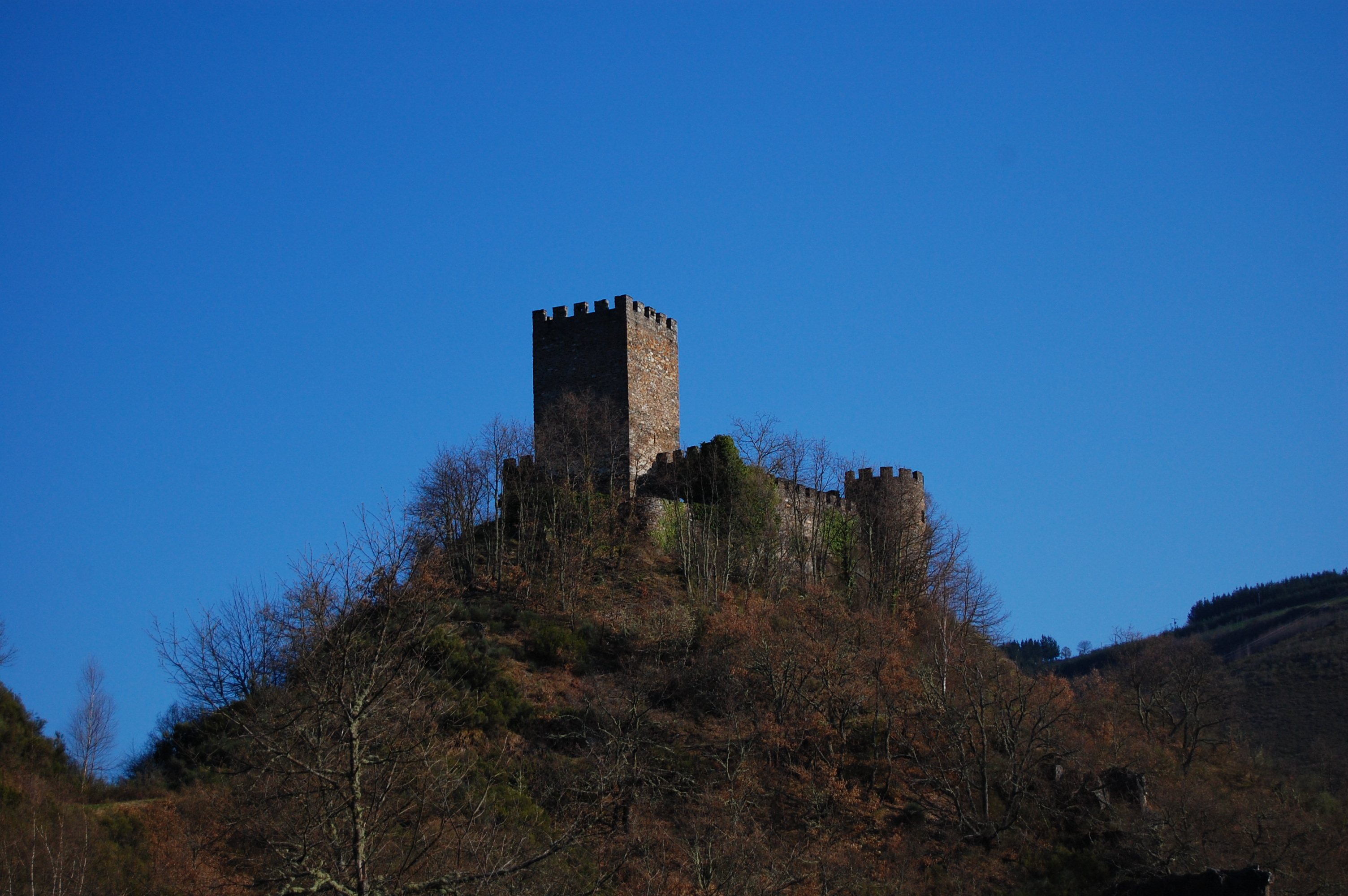
Burg Doiras
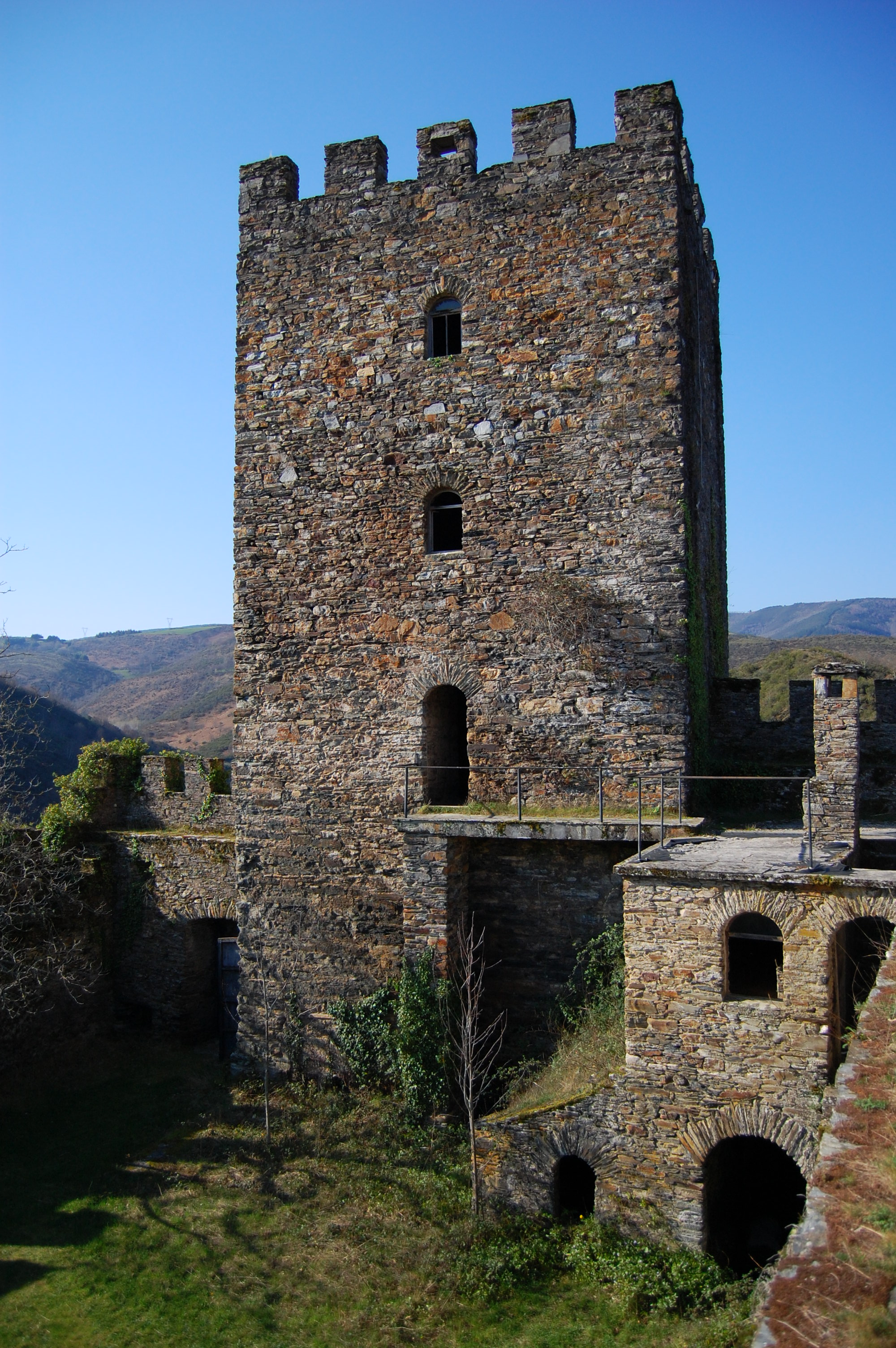
Bergfried
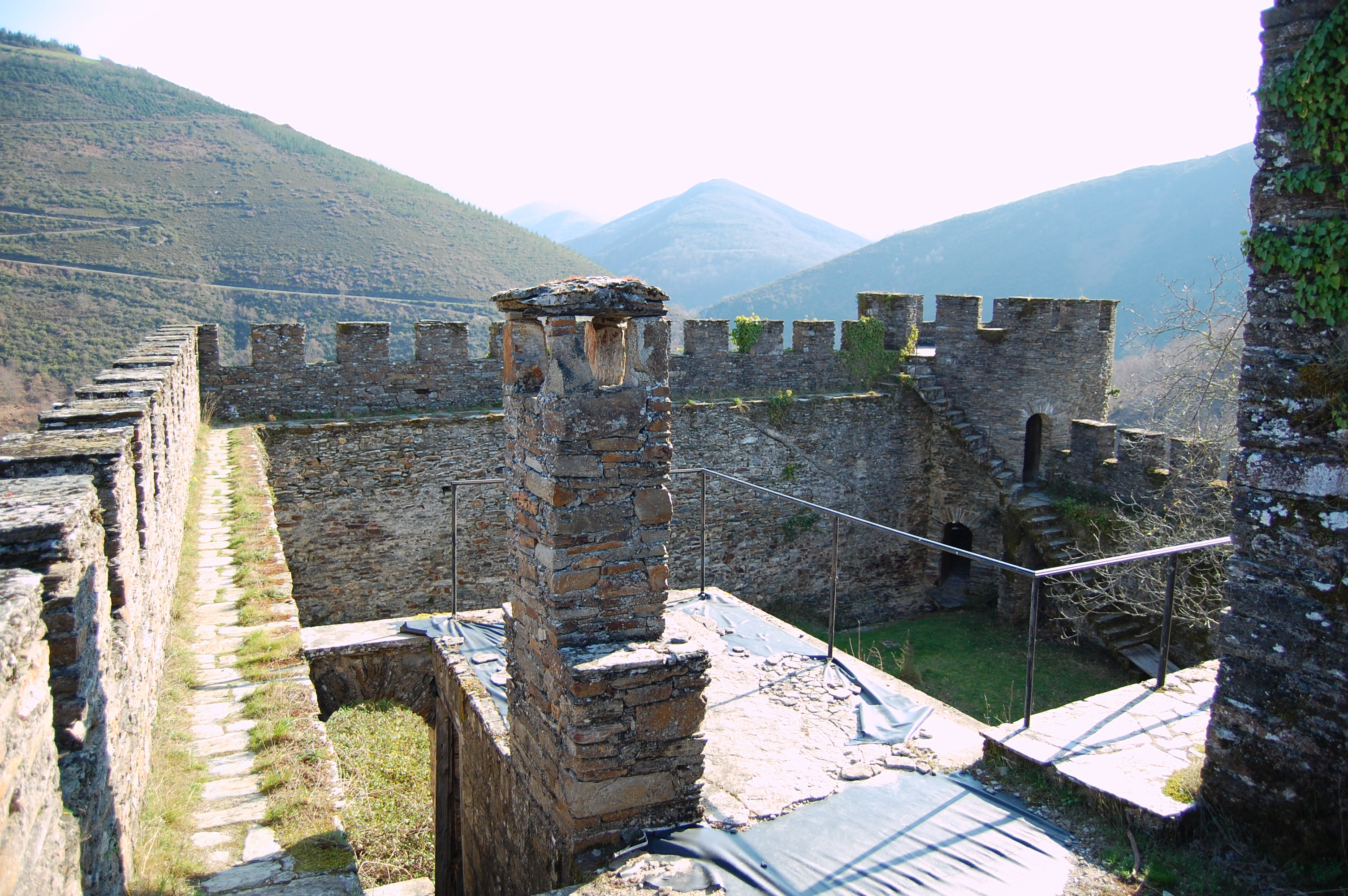
Innenbereich
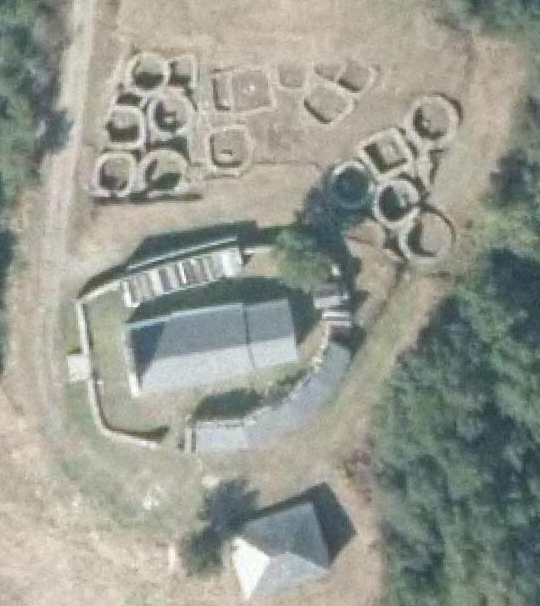
Luftbild vom Castro de Santa María de Cervantes

- Burg Quindous in der Parroquia Quindós, seit 1994 als Bien de Interés Cultural eingetragen[17]

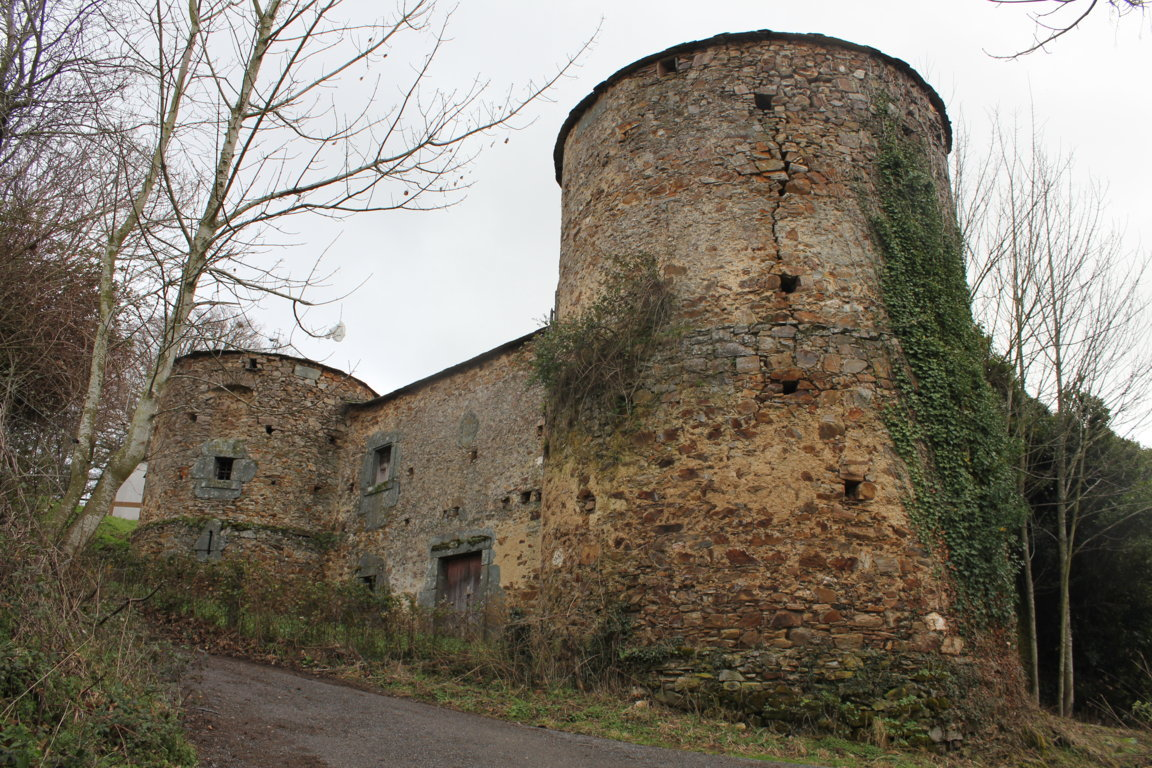
Burg Quindous

- Burg Frades in der Parroquia Cereixedo, seit 1994 als Bien de Interés Cultural eingetragen[18]

## Wirtschaft
| Ackerbau, Viehzucht und Fischerei                                                  | 127 | 029,13 |
| Industrie                                                                          | 019 | 04,36  |
| Bauwirtschaft                                                                      | 036 | 08,26  |
| Dienstleistungsbetriebe                                                            | 254 | 058,26 |
| Total                                                                              | 436 | 100,00 |
| * Daten aus dem Statistischen Amt für Wirtschaftliche Entwicklung in Galicien, IGE |     |        |

Die Landwirtschaft dient hauptsächlich dem Eigenverbrauch mit Familienbetrieben geringer Größe. Viehzuchtbetriebe sind ebenfalls klein und hauptsächlich Rinder (galizische und asturische blonde Rasse), die die Bergweiden (5 % der Oberfläche) nutzen und die für die Milch- und Fleischproduktion bestimmt sind. Schafe sind in der Gemeinde von großer Bedeutung, obgleich ihre Anzahl etwas geringer als die von Schweine- und Rinderherden ist. Die Forstwirtschaft ist ein wichtiger Wirtschaftszweig; da sie 87 % der Nutzfläche einnimmt.

## Verkehr
Die Gemeinde ist fern von Adern des Fernverkehrs. Die primären Straßenverbindungen mit den Nachbargemeinden werden durch die Provinzstraßen LU-722 und LU-723 hergestellt.